# Guillermo Britos
Guillermo Alejandro Britos (Moquehuá, 27 de junio de 1964) es un político, policía retirado y abogado argentino, intendente del partido de Chivilcoy desde el 10 de diciembre de 2015. Anteriormente se desempeñó como diputado provincial de la Cuarta Sección de la provincia de Buenos Aires entre 2011 y 2015, fue vicepresidente de la Comisión de Seguridad y Asuntos Penitenciarios de la Cámara de Diputados de la Provincia de Buenos Aires.
Sirvió como Comisario General de la Policía de la Provincia de Buenos Aires.

## Biografía

### Inicios
Nació y se crio en Moquehuá, partido de Chivilcoy. En esa localidad cursó sus estudios primarios y secundarios, y pasó buena parte de su adolescencia, hasta que ingresó en la Escuela de Policía de la provincia de Buenos Aires "Juan Vucetich" de donde egresó con el cargo de Oficial Ayudante pasando por distintos destinos, entre ellos Chivilcoy, varias dependencias del Gran Buenos Aires, San Pedro, Mar del Plata, Necochea, Lanús, para finalizar con la máxima jerarquía de la institución, Comisario General. Llegó a subcomisario cuando fue designado en San Pedro, distrito en el que se radicó durante varios años y donde se destacó en 2001 cuando desde la sede de la Comisaría contuvo los saqueos en actuación conjunta con el Municipio. 
Tras ascender de cargo fue despedido por la ciudadanía en las puertas de la comisaría. Fue titular de la fuerza en Mar del Plata. Du último destino como Comisario General lo encontró al frente todas las dependencias de Lomas de Zamora.
En los tribunales de la zona norte solía enfrentar situaciones complicadas con los tiempos de la justicia y fue por ello que se recibió de abogado promediando el 2009 en la Universidad Nacional de Lomas de Zamora, extensión Zárate, como modo de vencer las críticas que se le hacían cada vez que su accionar tropezaba con procesos lentos para delincuentes con antecedentes[cita requerida]
En 2011 inició su actividad política que lo llevó a ser elegido diputado provincial por la 4.ª Sección Electoral, cargo que ejerció hasta el 10 de diciembre de 2015 cuando asumió como Intendente Municipal, Logró ser reelecto en 2019 y 2023.

## Vida personal
Está casado con Marcela Sabella desde 1987. Tienen tres hijos: Fabricio, Guillermina y Micaela.

## Trayectoria política
En 2011 decidió incursionar en la política de la mano de Francisco De Narváez, solicitó su licencia y logró un buen resultado en las primarias siendo elegido diputado provincial por la 4.ª Sección Electoral de la Provincia de Buenos Aires.
En las elecciones provinciales de Buenos Aires de 2015 fue elegido intendente de Chivilcoy por UCB-UNA con el 47,9 % de los votos. 
En las elecciones provinciales de Buenos Aires de 2019 fue reelecto por UCB-CF con el 48.13 % de los votos, siendo el único municipio donde dicha fuerza obtuvo una victoria.
En febrero de 2021 anunció que estaba buscando conformar un Partido vecinalista, el cual finalmente llamo Primero Chivilcoy.  
En las elecciones provinciales de Buenos Aires de 2023 logró la reelección por el partido 
vecinalista Primero Chivilcoy con el 36.44 % de los votos.

### Diputado provincial (2011-2015)
En 2011 fue elegido como diputado provincial por la 4.ª Sección Electoral de la Provincia de Buenos Aires. Acompañado por la fuerza UCB.
En funciones fue designado vicepresidente de la Comisión de Seguridad y Asuntos Penitenciarios de la Cámara de Diputados de la Provincia de Buenos Aires.

### Intendente de Chivilcoy

#### Primer mandato
En diciembre de 2015 se impuso en las elecciones municipales a intendente con el 47,9 % de los votos, derrotando a Dario Speranza, del FpV, que de esta forma perdía la intendencia luego de doce años.

#### Segundo mandato
En las elecciones de 2019 consiguió su reelección como intendente al obtener más del 48.13 %  de los votos, acompañado con la fuerza Consenso Federal, siendo el único municipio donde obtuvo una victoria, luego de su triunfo el mismo se declaró "Independiente".
El jefe comunal pronunció diciendo “voy a ejercer mi mandato con toda la fuerza como he hecho los cuatro años anteriores”, luego puntualizó las importantes obras y mejoras que se lograron en la ciudad, en estos cuatro años: “Entre los tantos hechos de nuestra gestión hemos logrado que Biaus y San Sebastián tengan los accesos con piedra caliza; los vecinos de la avenida Mitre 80 cuadras de cloacas; y que  la ciudad cuente con 209 nuevas cuadras de asfalto”.
“Creamos por primera vez la  Dirección de Discapacidad, y un área de Género. En este sentido, vamos a enviar un proyecto para crear la Secretaría de Derechos Humanos; la de Recursos Humanos y Modernización; y la de Deportes”, detalló.
Asimismo, señaló: “Cuando me tocó asumir los hechos delictivos violentos eran una constante; y hoy este tipo de hecho son menores, apareciendo el hurto recién en la décima posición, por este hecho, quiero destacar a todo el personal de la Secretaría de Seguridad”.
También hizo extensiva sus felicitaciones al equipo de Hacienda que “hicieron posible que Chivilcoy sea el primer municipio bonaerense en el ranking de transparencia con el 100%; y seguiremos  trabajando en este sentido para conservarlo”.
Además, destacó el trabajo de todos los secretarios y, fundamentalmente, a Eduardo De Lillo, al frente de la Secretaría de Hacienda, a Dirección de Educación y del CUCH, “porque logró darle un salto de calidad y aumentó significativamente el número de alumnos”.
A lo que añadió: “Hemos creado un programa extraordinario que es el de Becas Estudiantiles Municipales que tuvo más de 2800 beneficiarios, y también el de Becas de Capacitación Laboral, que es una importante ayuda para muchas familias de la ciudad, ante la difícil situación que atraviesa el país”.

### Gabinete Municipal
| Gabinete Municipal de Guillermo Britos                     | Gabinete Municipal de Guillermo Britos                        | Gabinete Municipal de Guillermo Britos |
| Cartera                                                    | Titular                                                       | Período |
| ---------------------------------------------------------- | ------------------------------------------------------------- | --- |
| Jefatura de Gabinete Secretaria de Coordinación y Gestión  | Carlos Perillo Marcela Sabella                                | 12 de diciembre de 2015 - 30 de noviembre de 2018 12 de diciembre de 2015 - En el Cargo |
| Secretaría de Gobierno                                     | Leandro Crespi Alfredo De Lillo Carmen La Ruina               | 12 de diciembre de 2015 - 12 de diciembre de 2017 - 22 de diciembre de 2021 4 de enero de 2022 - En el cargo |
| Secretaría de Salud                                        | José Caprara                                                  | 12 de diciembre de 2015 - En el Cargo |
| Secretaría de Hacienda                                     | Oscar Di Renzo Eduardo De Lillo                               | 12 de diciembre de 2015 - 20 de enero de 2017 22 de enero de 2017 - En el Cargo |
| Secretaría de Seguridad                                    | Carlos Perillo Arturo Pertosa                                 | 12 de diciembre de 2015 - 30 de noviembre de 2018 08 de diciembre de 2018 - En el Cargo |
| Secretaria de Privada Coordinadora de Privada              | Alcides Decunta María Magdalena Capurro                       | 12 de diciembre de 2015 - 10 de diciembre de 2019 12 de diciembre de 2019 - En el Cargo |
| Secretaria de Obras y Servicios Públicos                   | Eduardo Alonso                                                | 12 de diciembre de 2015 - En el Cargo |
| Secretaria de Modernización y Recursos Humanos             | Alcides Decunta                                               | 12 de diciembre de 2019 - 24 de mayo de 2022 |
| Secretaria de Cultura                                      | Adrian Vila Vacante                                           | 12 de diciembre de 2015 - 31 de enero de 2023 |
| Secretaria de Derechos Humanos, Género y Diversidad Sexual | Fernanda Pommares Esteban Genaro                              | 12 de diciembre de 2019 - 04 de enero de 2023 05 de enero de 2023 - En el Cargo |
| Secretaria de Desarrollo Social                            | Juan López Natalia Giorgetti                                  | 12 de diciembre de 2015 - 10 de diciembre de 2019 12 de diciembre de 2019 - En el Cargo |
| Coordinadora de Turismo                                    | María del Carmen Ruggirello                                   | 12 de diciembre de 2019 - En el Cargo |
| Dirección de Defensa Civil                                 | Esteban Genaro Guillermo lopez                                | 12 de diciembre de 2015 - 04 de enero de 2023 05 de enero de 2023 - En el Cargo |
| Dirección de Tránsito                                      | Matías Maleichuk                                              | 12 de diciembre de 2015 - En el Cargo |
| Dirección de Rentas                                        | Oscar Peracca Franco Dinaldi                                  | 12 de diciembre de 2015 - 09 de mayo de 2022 - En el Cargo |
| Dirección de Medio Ambiente y Coordinadora de CAZMA        | Eduardo Galland Hernan Sacco Cintia Satriano Leticia Pascusio | 12 de diciembre de 2015 - 18 de septiembre de 2017 20 de septiembre de 2017 - 01 de septiembre de 2018 03 de septiembre de 2018 - 11 de diciembre de 2021 01 de septiembre de 2018 04 de enero de 2022 - En el Cargo |

## Controversias
Fue acusado de nepotismo por la asignación de su esposa, Marcela Sabella, como jefa de gabinete, de su hija Micaela en el cargo de coordinadora en la secretaría privada del municipio y de su yerno en la Dirección de Deportes.
Fue criticado en varios medios locales, por un supuesto abuso de autoridad, al haber enviado un mensaje privado a un periodista de un portal de noticias crítico de sus acciones.
Fue criticado, también, por bloquear en la red social Twitter, a quienes muestran disconformidad acerca de las políticas que toma el mandatario, así como también ser acusado de tener a su disposición un ejército de trolls informáticos, tanto en Twitter como en Facebook.